# توماس كليلاند دوسن
توماس كليلاند دوسن (بالإنجليزية: Thomas Cleland Dawson)‏ هو دبلوماسي ومحامي أمريكي، ولد في 30 يوليو 1865 في هدسون في الولايات المتحدة، وتوفي في 1 مايو 1912.